# مونتانية

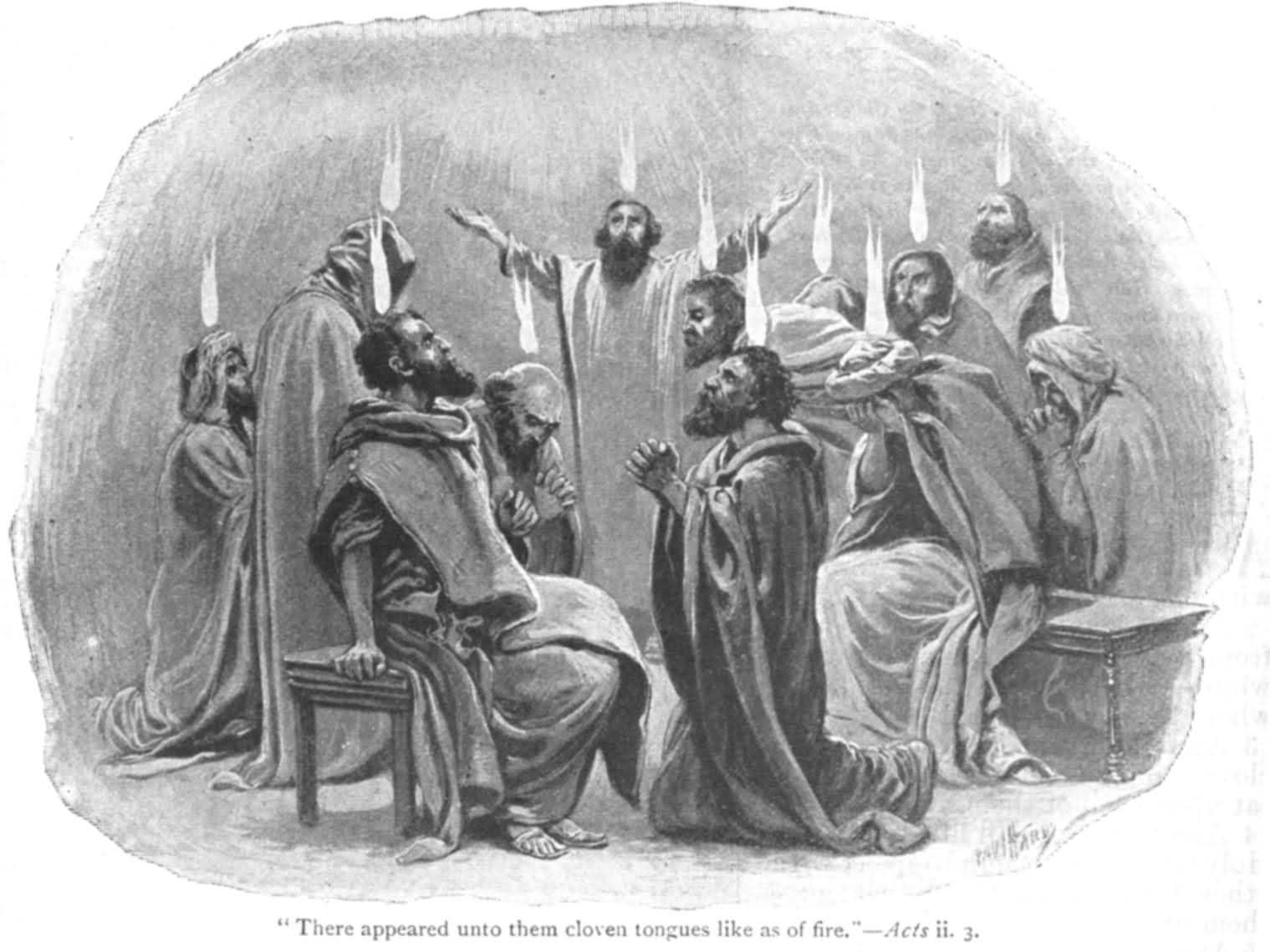
بعض معتنقي المونتانية

المونتانية (بالإنجليزية: Montanism)(/ˈmɒntəˌnɪzəm/)، والمعروفة من قبل معتنقيه كما النبوة الجديدة، كان حركة المسيحية في وقت مبكر من أواخر فترة ما قبل نيقية، وأشار في وقت لاحق من قبل باسم مؤسسها، مونتانس. عقدت المونتانية وجهات نظر حول المبادئ الأساسية للاهوت المسيحي مماثلة لتلك الخاصة بالكنيسة المسيحية الأوسع، لكنها وصفت بأنها بدعة لإيمانها بالوحي النبوي الجديد. دعت الحركة النبوية إلى الاعتماد على عفوية الروح القدس والأخلاق الشخصية الأكثر تحفظًا. تم رسم أوجه تشابه بين المونتانية وحركات العصر الحديث مثل العنصرة (بما في ذلك وحدانية العنصرة) والحركة الكاريزمية.
نشأت المونتانية في فريجيا، مقاطعة الأناضول، وازدهرت في جميع أنحاء المنطقة،  مما أدى إلى الإشارة إلى الحركة في مكان آخر باسم كاتافريجيان (بمعنى أنها كانت «من فريجيا») أو ببساطة الفريجية. كانت تسمى في بعض الأحيان أيضا البيبوزيين بعد تيميون، القدس الجديدة. في بعض الأحيان تم تمييز البيبوزيين عن المونتانيون الآخرين لازدرائهم أولئك الذين لا يعيشون في القدس الجديدة. انتشرت حركة المونتانية بسرعة إلى مناطق أخرى في الإمبراطورية الرومانية قبل أن يتم التسامح مع المسيحية أو قانونيتها بشكل عام. استمرت في بعض الأماكن المعزولة حتى القرن السادس.
المونتانية حركة مسيحية مبكرة (منتصف القرن الثاني) سميت نسبه لمؤسسها مونتانوس. ازدهرت أساسا في فريجيا وحولها، ثم انتشرت بسرعة في مناطق الإمبراطورية الرومانية عندما أصبحت المسيحية مسموحة. ورغم أنتصار الكنيسة المسيحية التقليدية على المونتانية بعد أجيال قليلة ووصفها بأنها هرطقة بقيت الطائفة في بعض المجتمعات المعزولة حتى القرن الثامن. يشبه بعض الناس المونتانية بحركة الخمسينية الحديثة، والتي تسمى المونتانية الحديثة. أشهر المونتانيين ترتليان الذي كان أهم كاتب مسيحي لاتيني قبل تحوله للمونتانية.
من المتفق عليه عامة أن الحركة نشأت بسبب قراءة مونتانوس لإنجيل يوحنا «سأرسل لكم الفارقليط (المعزي)، روح الحق». وانقسم المسيحيون في تجاوبهم مع ادعاء استمرار الوحي، وحاربها أكثر رجال الدين التقليديين. لكن كان هناك شك حقيقي في روما، وصل إلى أن كتب البابا إليوثروس رسائل يؤيد فيها المونتانية، بالرغم من أنه استرجعها لاحقا.

## تاريخ
يناقش العلماء متى بدأ مونتانوس نشاطه النبوي لأول مرة، بعد أن اختار تواريخ تختلف من ج. من عام 135 م حتى وقت متأخر حتى عام 177 م.  كان مونتانوس حديثًا عن اعتناق الإسلام عندما بدأ في التنبؤ، من المفترض أنه خلال فترة رئاسة جراتوس في قرية في ميسيا تُدعى أرداباو. لم يتم تحديد أي حاكم وقرية بهذا الاسم.  تزعم بعض الروايات أنه قبل تحوله إلى المسيحية، كان مونتانوس كاهنًا لأبولو أو سايبيل.   كان يعتقد أنه كان نبي الله وأن الباراكليت تكلم من خلاله.
أعلن الجبلي مدن بيبوزا وتيميون في وسط غرب فريجيا كموقع من القدس الجديدة، مما يجعل-بيبوزا-أكبر مقره.  لم تكن فريجيا مصدرًا لهذه الحركة الجديدة عشوائية. كانت الهليننة بطيئة في الترسخ في فريجيا، على عكس العديد من المناطق الشرقية المحيطة بالإمبراطورية الرومانية. هذا الشعور بالاختلاف، مع سهولة الوصول في نفس الوقت إلى بقية العالم المسيحي المتوسطي، شجع تأسيس هذه الطائفة المنفصلة من المسيحية. 
كان لدى مونتانوس امرأتان، بريسكا (تسمى أحيانًا بريسيلا، الشكل المصغر لاسمها) وماكسيميلا، اللتين ادعتا بالمثل إلهام الروح القدس. تجاوزت شعبيتها حتى مونتانوس.  تحدث «الثلاثة» في رؤى منتشية وحثوا أتباعهم على الصوم والصلاة ليشاركوا في هذه الآيات. زعم أتباعهم أنهم تلقوا الهدية النبوية من الأنبياء كوادراتوس وأميا من فيلادلفيا، وهما شخصيات يعتقد أنها كانت جزءًا من سلسلة الخلافة النبوية الممتدة على طول الطريق إلى أغابوس (القرن الأول الميلادي) وإلى بنات فيليب المبشر.  مرور الوقت، انتشرت النبوءة الجديدة من فريجيا الأصلية لمونتانوس عبر العالم المسيحي، إلى إفريقيا وإلى بلاد الغال.
أدت الاستجابة للنبوءة الجديدة إلى تقسيم المجتمعات المسيحية، وقاتل رجال الدين الأرثوذكس البدائيون في الغالب لقمعها. يعتقد المعارضون أن الأرواح الشريرة تمتلك الأنبياء الفريجيين، وكان كل من ماكسيميلا وبريسيلا أهدافًا لطرد الأرواح الشريرة الفاشلة.  أعلنت كنائس آسيا الصغرى النبوءات تدنيسًا وحرمت أتباع النبوءة الجديدة كنسياً.  حوالي 177، أبوليناريوس أسقف هيرابوليس، ترأس المجمع الذي أدان النبوءة الجديد.  استجاب قادة كنائس ليون وفيين في بلاد الغال للنبوءة الجديدة عام 177. تم إبلاغ قرارهم إلى الكنائس في آسيا والبابا إليوتروس، لكن لم يُعرف ما الذي يتكون منه، فقط أنه كان «حكيماً وأرثوذكسيًا». ومن المرجح أنهم طالبوا بالاعتدال في التعامل مع الحركة.
كان هناك شك حقيقي في روما، وأسقفها (إما إليوتيروس أو فيكتور الأول) كتب رسائل لدعم المونتانية، على الرغم من أنه أقنعه فيما بعد من قبل براكسيس بتذكرهم.  في عام 193، وجد كاتب مجهول الكنيسة في أنسيرا في غلاطية ممزقة إلى قسمين، وعارض «النبوءة الكاذبة» هناك.
في النهاية، أصبحت تعاليم المونتانية تعتبر بدعة من قبل الكنيسة الأرثوذكسية العظمى لعدد من الأسباب. كان من المرجح أن يكون صدام المعتقدات الأساسية بين مؤيدي الحركة والعالم المسيحي الأكبر كافياً لحدوث مثل هذا الصراع. بالإضافة إلى ذلك، في رأي مناهضي المونتانيون، فإن ولع الحركة بالعروض العامة الدرامية من قبل أتباعها لفت الانتباه غير المرغوب فيه إلى الدين الذي لا يزال ناشئًا. وهكذا، فإن المخاوف المتعلقة بظهور ممارسات المونتانية لحكامهم غير المسيحيين غذت المشاعر المناهضة لـ المونتانية.  نفذت الحكومة الإمبراطورية عمليات إعدام متفرقة للمسيحيين في عهد ماركوس أوريليوس، حوالي 161-180 بعد الميلاد، والذي تزامن مع انتشار المذهب المونتاني.
لم يكن هناك أبدًا حرمان موحد لأتباع النبوءة الجديدة، وفي العديد من الأماكن حافظوا على مكانتهم داخل المجتمع الأرثوذكسي. كان هذا هو الحال في قرطاج. رغم أن الكنيسة هناك لا تخلو من التوتر، إلا أنها تجنبت الانقسام حول هذه القضية. كانت هناك نساء يتنبأن في قرطاج، وكانت النبوة تعتبر موهبة حقيقية. كان من مسؤولية مجلس الحكماء اختبار كل النبوءات وتحديد الوحي الحقيقي.  ترتليان، بلا شك أشهر مدافع عن النبوءة الجديدة، يعتقد أن ادعاءات مونتانوس كانت بداية حقيقية. 207.  كان يؤمن بصحة النبوءة الجديدة وأبدى إعجابه بانضباط الحركة ومعاييرها الزهدية. تستمر النقاشات حول ما إذا كان ترتليان قد ترك الكنيسة الأرثوذكسية بشكل حاسم وانضم إلى طائفة مونتانيست منفصلة أو بقي مسيحيًا أرثوذكسيًا في وقت مبكر.  
على الرغم من أن ما أصبح الكنيسة المسيحية الأرثوذكسية قد ساد ضد المونتانية في غضون بضعة أجيال، إلا أن النقوش في وادي تمبريس في شمال فريجيا، المؤرخة بين 249 و 279، تعلن صراحة الولاء للنبوءة الجديدة. يعتبر سبيروس فريونيس هذه النقوش رائعة من حيث أنها المجموعة الوحيدة من النقوش التي تكشف علانية عن الانتماءات الدينية للمتوفى قبل فترة التسامح، عندما تجرأ المسيحيون على عدم القيام بذلك. في القرن الثالث، ظهرت نبية جديدة في بيبوزا، كوينتيلا. كان أتباعها، كوينتيليانز، يعتبرون طائفة المونتانية مهمة في القرن الخامس. 
رسالة من جيروم إلى مارسيلا، مكتوبة في 385، تدحض مزاعم المونتانيون التي كانت تزعجها.  ربما استمرت مجموعة من «أتباع ترتليانيس» في قرطاج. يسجل مؤلف كتاب مقدر (باللاتينية: Praedestinatus) المجهول أن أحد الواعظين جاء إلى روما عام 388 حيث قام بالعديد من المهتدين وحصل على استخدام كنيسة لرعيته على أساس أن الشهداء الذين كرست لهم الكنيسة كانوا من أتباع الكنيسة. اضطر إلى الفرار بعد انتصار ثيودوسيوس الأول.
في زمانه، سجل أوغسطين (354-430) أن جماعة ترتليانيست قد تضاءلت إلى لا شيء تقريبًا، وأخيراً تصالحت مع الكنيسة وسلمت بازيليكها. ليس من المؤكد ما إذا كان هؤلاء ترتليانيستس من جميع النواحي «المونتانية» أم لا. في القرن السادس، بناءً على أوامر من الإمبراطور جستنيان، قاد جون أوف أفسس رحلة استكشافية إلى بيبوزا لتدمير ضريح مونتانيست هناك، والذي كان قائمًا على مقابر مونتانوس وبريسيلا وماكسيميلا.
تم إثبات طائفة المونتانية في غلاطية، تاسكودروغيتس، حوالي 600 من قبل تيموثي القسطنطينية وفي القرن التاسع من قبل ثيودور الستوديت.  هناك طائفة تسمى «المونتانية» في القرن الثامن. أمر الإمبراطور ليو الثالث بتحويل أعضائه ومعموديتهم. رفض هؤلاء المونتانيون، وحبسوا أنفسهم في دور عبادتهم، وأضرموا النار في المباني وهلكوا.

## المعتقدات
نظرًا لأن الكثير مما هو معروف عن المونتانية يأتي من مصادر معادية لـ المونتانية، فمن الصعب معرفة ما يعتقدونه بالفعل وكيف اختلفت هذه المعتقدات عن التيار المسيحي السائد في ذلك الوقت.  كانت النبوة الجديدة أيضًا حركة متنوعة، وتباين ما يعتقده المونتانيون باختلاف المكان والزمان.  تأثرت مونتانية بشكل خاص بأدب يوحنا، وخاصة إنجيل يوحنا ونهاية العالم ليوحنا (المعروف أيضًا باسم سفر الرؤيا). 
في إنجيل يوحنا، وعد يسوع أن يرسل الباراكليت أو الروح القدس، الذي يعتقد المونتانيون أن أنبياءهم استلهموا منه. في سفر الرؤيا، أخذ يوحنا ملاك إلى قمة جبل حيث رأى أورشليم الجديدة تنزل إلى الأرض. حدد مونتانوس هذا الجبل على أنه يقع في فريجيا بالقرب من بيبوزا.  أطلق أتباع النبوة الجديدة على أنفسهم اسم سبيريتال («الأشخاص الروحيون») على عكس خصومهم الذين أطلقوا عليهم اسم (psychici) («الأشخاص الطبيعيون والجسديون»[وثِّق الاقتباس]). 

### نبوءة النشوة
كما يوحي اسم «النبوءة الجديدة»، كانت المونتانية حركة تركز على النبوة، وتحديداً نبوءات مؤسسي الحركة التي كان يُعتقد أنها تحتوي على وحي الروح القدس للعصر الحالي.  النبوة نفسها لم تكن مثيرة للجدل داخل المجتمعات المسيحية في القرن الثاني.  ومع ذلك، فإن النبوءة الجديدة، كما وصفها يوسابيوس القيصري، انحرفت عن تقليد الكنيسة: 
وأصبح [مونتانوس] بجانب نفسه، وفجأة في حالة من الجنون والنشوة، هتف، وبدأ في الثرثرة واللفظ بأشياء غريبة، متنبئًا بطريقة مخالفة لعادات الكنيسة الثابتة المتوارثة عن تقليد الكنيسة. بداية.
وفقًا للمعارضين، لم يتكلم الأنبياء المونتانية كرسل الله، لكنهم امتلكهم الله بينما كانوا غير قادرين على المقاومة. وصف كلام نبوي لمونتانوس هذه الحالة الممسوسة: «هوذا الرجل مثل قيثارة، وأنا أطير فوقه كقطارة. الرجل ينام وأنا أشاهد». وهكذا، كان يُنظر إلى الفريجيين على أنهم أنبياء كذبة لأنهم تصرفوا بطريقة غير عقلانية ولم يكونوا مسيطرين على حواسهم.
كان انتقاد المونتانية هو أن أتباعها زعموا أن وحيهم الذي تم تلقيه مباشرة من الروح القدس يمكن أن يحل محل سلطة يسوع أو بولس الرسول أو أي شخص آخر. في بعض النبوءات، مونتانس على ما يبدو، والى حد ما مثل أقوال من العالم اليوناني الروماني، وتحدث في أول شخص كما الله: «أنا هو الآب والابن والروح القدس». 
أدرك العديد من المسيحيين الأوائل أن هذا هو أن مونتانوس يدعي نفسه على أنه الله. ومع ذلك، يتفق العلماء على أن كلمات مونتانوس هذه تجسد الممارسة العامة للأنبياء الدينيين للتحدث كأبواق إلهية سلبية، والمطالبة بالوحي الإلهي (على غرار الأنبياء المعاصرين الذين يقولون «هكذا قال الرب»). حدثت هذه الممارسة في الدوائر المسيحية وكذلك في الأوساط الوثنية بدرجة معينة من التردد.  

### معتقدات أخرى
المعتقدات والممارسات الأخرى (أو المعتقدات والممارسات المزعومة) من المونتانية هي كما يلي:
- في عن قيامة الجسد، كتب ترتليان أن الروح القدس من خلال النبوءة الجديدة قد أوضح غموض الكتاب المقدس.[29] [13] لم تتضمن النبوءات الجديدة محتوى عقائديًا جديدًا، لكنها فرضت معايير أخلاقية صارمة. [13] بالنسبة للكنيسة المسيحية السائدة، بدا أن أتباع المونتانيون يؤمنون بأن النبوءات الجديدة حلت محل المذاهب التي أعلنها الرسل وحققت ذلك.[7]
- يُزعم أن المونتانيون يؤمنون بقوة الرسل والأنبياء في مغفرة الخطايا. [13] يعتقد أتباع الديانة أيضًا أن الشهداء والمعترفين يمتلكون هذه القوة أيضًا. اعتقدت الكنيسة السائدة أن الله غفر الخطايا من خلال الأساقفة والكهنة (وأولئك الشهداء المعترف بهم من قبل السلطة الكنسية الشرعية). [13]
- اعترف المونتانيون بالنساء كأساقفة وكهنة.[30][31]
- كان يُمنع النساء والفتيات من ارتداء الحلي، وكان يُطلب من العذارى ارتداء الحجاب.[32]
- يُزعم أن بعض المونتانيون كانوا غير نونويين.[3]
- التأكيد على الصرامة الأخلاقية والنسك. وشملت هذه حظر الزواج مرة أخرى بعد الطلاق أو وفاة الزوج. كما شددوا على الحفاظ على الصيام بصرامة وأضافوا صيامًا جديدة. [13]
- قدم مونتانوس رواتب لأولئك الذين بشروا بمذهبه، والذي ادعى الكتاب الأرثوذكس أنه يروج للشراهة.[33]
- كان بعض سكان المونتانيون أيضًا من عشيرة «أربعة عشرية»، مفضلين الاحتفال بعيد الفصح في تاريخ التقويم العبري وهو 14 نيسان، بغض النظر عن أي يوم من أيام الأسبوع هبطت فيه. يعتقد المسيحيون السائدون أنه يجب الاحتفال بعيد الفصح يوم الأحد بعد 14 نيسان. [12] ومع ذلك، فإن التوحيد في هذه المسألة لم يتحقق بالكامل عندما بدأت حركة المونتانية. بوليكارب، على سبيل المثال، كان رباعي العقيدة، وأقنع القديس إيريناوس فيكتور، أسقف روما آنذاك، بالامتناع عن جعل مسألة تاريخ عيد الفصح قضية مثيرة للانقسام.[34] في وقت لاحق، أنشأت الكنيسة الكاثوليكية طريقة ثابتة لحساب عيد الفصح وفقًا للتقويم اليولياني (ولاحقًا التقويم الغريغوري).

## فهرس
- Jerome، Schaff (المحرر)، To Marcella (Letter)، CCEL، مؤرشف من الأصل في 2022-02-23
- Labriolle, Pierre (1913), La Crise Montaniste (بالفرنسية), Paris: Leroux.
- Lieu، Samuel N. C. (1999). Manichaeism in Mesopotamia and the Roman East (ط. 2nd). Leiden: Brill.
- Pelikan، Jaroslav (1956)، "Montanism and Its Trinitarian Significance"، Church History، Cambridge University Press، ج. 25، ص. 99–109، DOI:10.2307/3161195، JSTOR:3161195.
- Tabbernee، William (2009)، Prophets and Gravestones: An Imaginative History of Montanists and Other Early Christians، Peabody, MA: Hendrickson، ISBN:978-1-56563-937-9.
- Trevett، Christine (1996)، Montanism: Gender, Authority and the New Prophecy، Cambridge: Cambridge University Press، ISBN:0-521-41182-3
- Thonemann (ed)، Peter (2013)، Roman Phrygia: Culture and Society، Cambridge: Cambridge University Press، ISBN:978-1-107-03128-9 {{استشهاد}}: |الأخير= باسم عام (مساعدة)

## روابط خارجية
- جينينغز، دانيال آر، المراجع القديمة والعصور الوسطى إلى المونتانية. قائمة واسعة من المراجع من قبل 67 من الكتاب القدامى والعصور الوسطى إلى المونتانيون.
- المونتانية، المملكة المتحدة: الكنيسة المبكرة. ببليوغرافيا واسعة ومقالات عبر الإنترنت.